# Wendelin Kusche

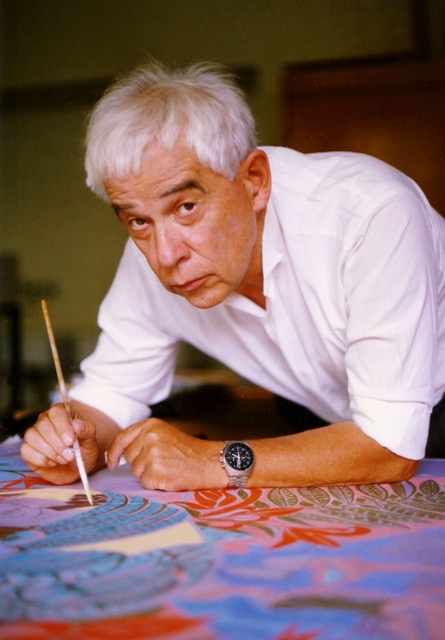
Wendelin Kusche

Wendelin Kusche (* 6. April 1926 in Nimptsch, Kreis Frankenstein i. Schles., Provinz Niederschlesien; † 4. Juni 2003 in Bivio Montorgiali, Italien) war ein deutscher Maler und Kunstdozent an der Erziehungswissenschaftlichen Fakultät der Universität Erlangen-Nürnberg. Er lebte und lehrte überwiegend im fränkischen Raum. Kusche beschäftigte sich hauptsächlich mit Landschafts- und Stadtansichten. Im Fokus seines Schaffens steht jedoch der Mensch und dessen Stellung in der Welt. Künstlerisch ist er der Nachfolge Cézannes einzuordnen.

## Leben

### Kindheit und Jugend

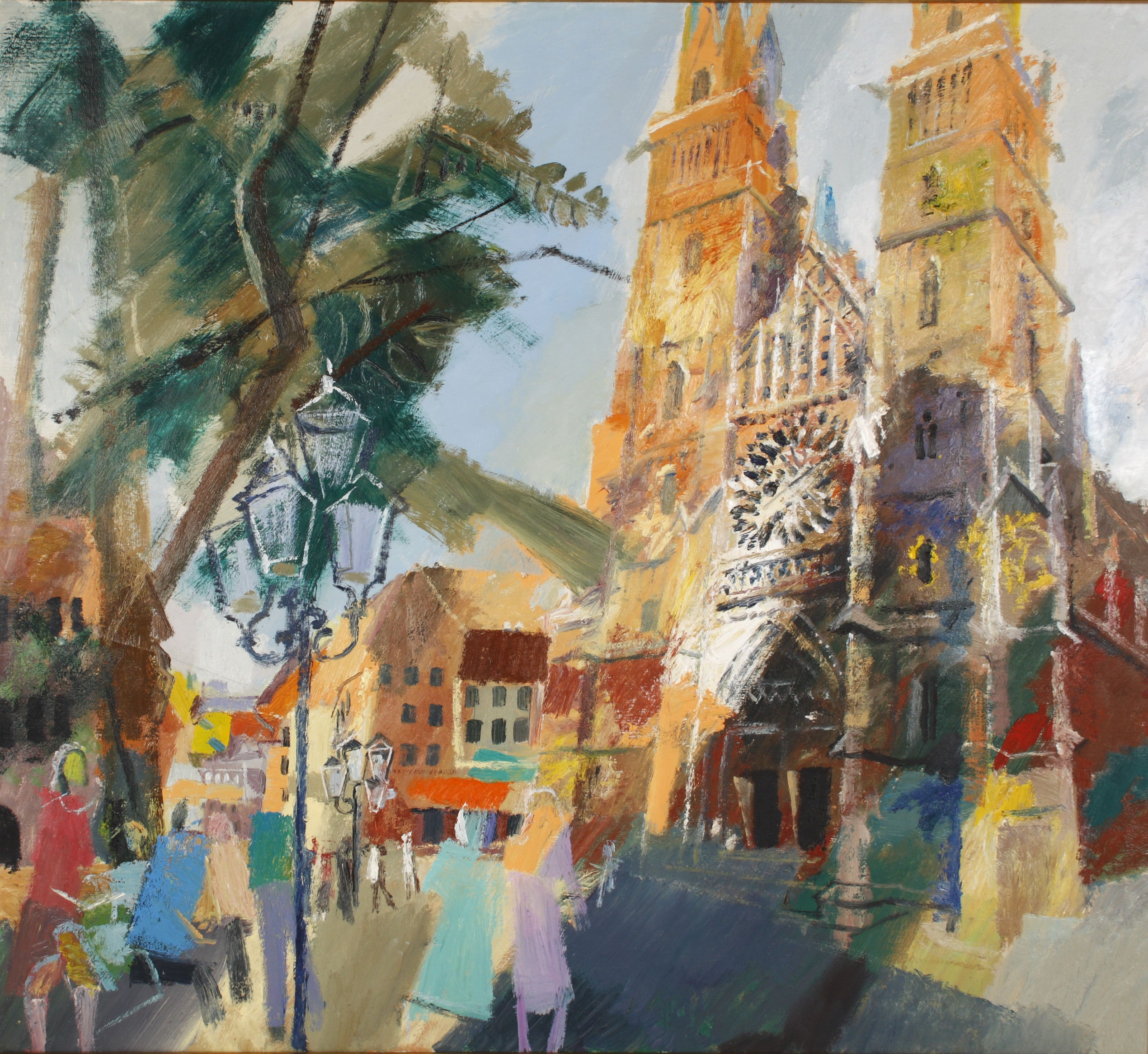
Lorenzkirche in Nürnberg

Wendelin Kusche war der Sohn eines Lehrers. Nach dem Besuch der Volksschule in Groß-Petersdorf (Kreis Rothenburg) von 1932 bis 1938 war er bis 1944 Schüler an der Aufbauschule der Staatlichen Zahnschen Schulanstalten Bunzlau. Seine Begabungen im künstlerischen und sportlichen Bereich wurden in Schülerwettbewerben ausgezeichnet.

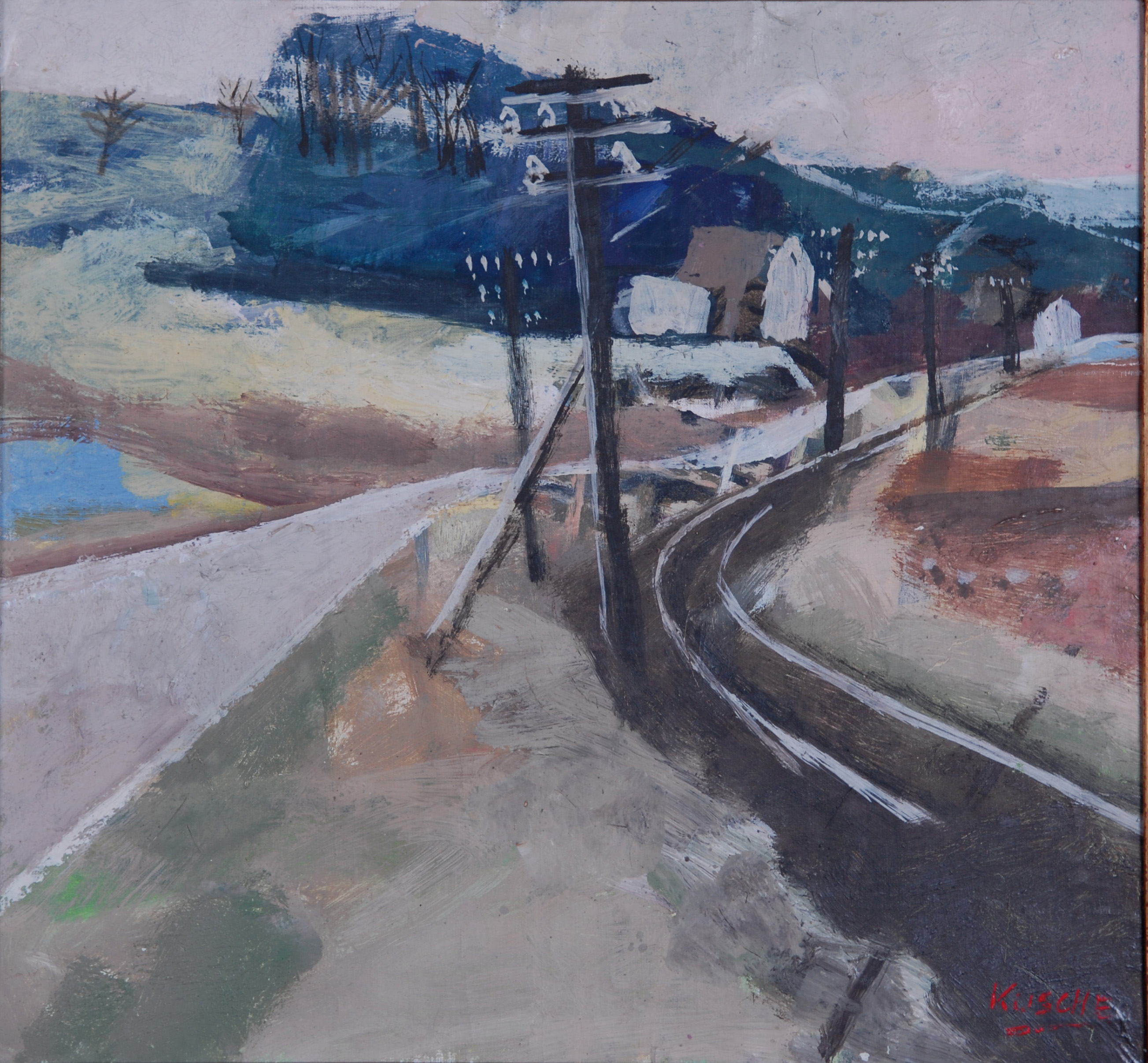
An der Bahnstrecke

Kornfeld mit rotem Mohn

Italienische Steilküste

Künstlerpaar

Im Zweiten Weltkrieg wurde er als Luftwaffenhelfer eingesetzt und erhielt im Anschluss an diesen Einsatz 1944 nach der achten Klasse den Reifevermerk, also die Zulassung für das Studium. Im gleichen Jahr wurde er zur Luftwaffe einberufen und geriet bis 1945 in Amerikanische Kriegsgefangenschaft. In dieser Zeit, von März bis Oktober 1945, führte Kusche ein Kriegstagebuch mit 14 Darstellungen seiner Erfahrungen (Bleistiftzeichnungen, rote Kreide oder Wasserfarben) in DIN A5-Format.

### Ausbildung und Studium
Seine künstlerische Ausbildung begann Wendelin Kusche 1946 in München an der Akademie der Bildenden Künste bei Joseph Oberberger und Franz Xaver Fuhr, wo er Zeichnung und Malerei studierte. Mehrmals wurden Kusches Arbeiten zu Weihnachtswettbewerben der Akademie mit Preisen ausgezeichnet. In den Jahren nach seinem Studium arbeitete er als freier Künstler.
1957 absolvierte Kusche eine einjährige Ausbildung zum Werklehrer, ebenfalls in München. 1960 siedelte Kusche nach Franken um, wo die Auftragslage für ihn günstig war. So finden sich seine Werke der Angewandten Kunst an und in ungefähr 120 öffentlichen Gebäuden in ganz Franken.

### Reisen
Wendelin Kusche malte meist nach der Natur, beschränkte sich keineswegs auf seine engere fränkische Wahlheimat, um sich Inspirationen zu holen. Bereits kurz nach Beendigung des Studiums 1953 erfolgte seine erste Reise nach Italien, der noch viele Aufenthalte im europäischen und asiatischen Ausland folgen sollten. Von besonderer Bedeutung für sein Schaffen sollten sich mehrere Aufenthalte in den 1980er Jahren in Sri Lanka erweisen.

### Lehrtätigkeit
Wendelin Kusche arbeitete 1962–72 als Dozent für Zeichnen und Malen an der Volkshochschule Erlangen, war 1970–73 Fachlehrer für Zeichnen und Malen am Gymnasium in Ebermannstadt sowie Fachlehrer für Zeichnen, Malen und Werken am Staatsinstitut für die Ausbildung von Fachlehrern in Nürnberg.
Ab dem Sommersemester lehrte Wendelin Kusche an der Pädagogischen Hochschule Nürnberg. Im Wintersemester 1972/73 wurde er „als Lehrkraft im Angestelltenverhältnis im Teilgebiet Werken des Faches Kunsterziehung einschließlich der Didaktik des Unterrichts im Zeichnen und Werken“ angestellt, wonach er aus zeitlichen Gründen seine Tätigkeiten am Gymnasium in Ebermannstadt und an der Volkshochschule aufgab.
1978 wurde Kusche vom Werklehrer zum Kunsterzieher befördert und behielt diese Stellung bis zu seiner Pensionierung am 30. April 1991.
Wendelin Kusche hielt an der Universität Erlangen Vorlesungen und Übungen, teils auch in Kombination, im Fachgebiet Kunst und Werkpädagogik. Seine Lehrveranstaltungen umfassten die Gebiete Textiles Gestalten, Holz- und Metallgestaltung in Grund- und Hauptschule, Glasbearbeitung, Gestalten mit Kunststoff, Gestaltung von Teppichen, Mosaiken und Schmuck aus Holz und Metall, Flechttechniken, Modell- und Musikinstrumentenbau, Graphische Darstellungsmethoden, Dekoratives Gestalten, Dekorative Ästhetik, Gegenständliches Zeichnen, Zeichnen nach der Natur, Figürliche Komposition, Malen vor der Natur, Kopf- und Figurenzeichnen, das Malen und Zeichnen von Stillleben, Aktzeichnen, Aquarellmalerei, Bühnenbildgestaltung, Zeichnen im Tierpark, Schriftgestaltung, Gestaltungsgesetze im Bildnerischen bis zum korrekten Gebrauch von Material und Werkzeugen mit Unfallverhütung. Außerdem unterrichtete Kusche didaktische Fächer wie Methodik der Gruppenarbeit, Didaktik des Werkunterrichts, Werkformbeurteilung, Diagnose von Fehlleistungen an Werkformen. Kusche hielt über zwei kunsttheoretische Themen Vorlesungen: „Die Gestaltungsvoraussetzungen im Bildnerischen“ sowie über „Die Ursachen des Kitsches und ihre Folgen“.

### Letzte Lebensjahre

Olivengarten

Piazza San Marco in Venedig

Fränkischer Biergarten

Sommerwiese

Auf dem Markt – Sri Lanka

Kindergarten in Sri Lanka

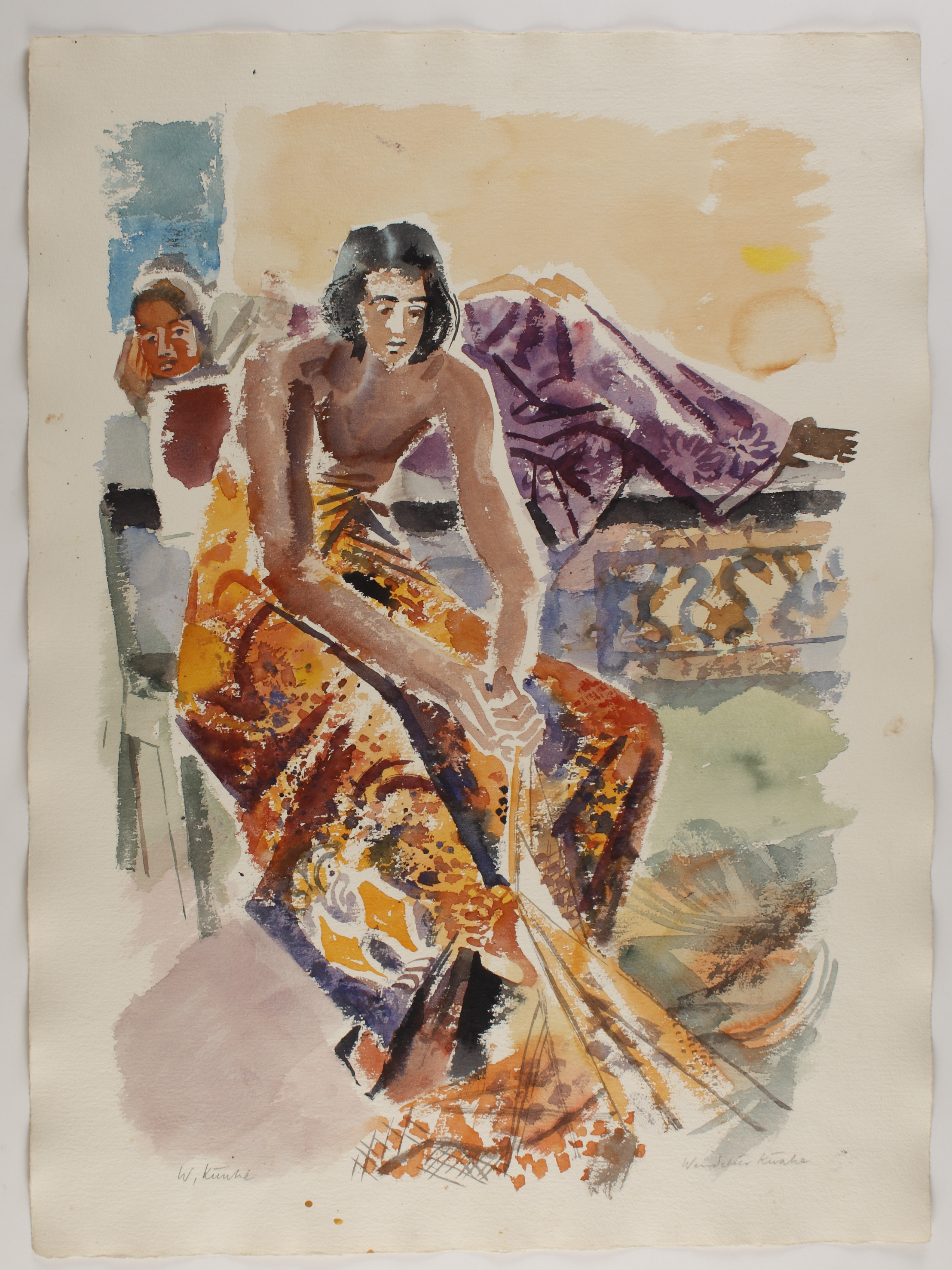
Fischer in Sri Lanka

Wendelin Kusche übersiedelte mit seiner Ehefrau, Sonja Gabriel-Kusche, nach Bivio di Montorgiali in der Toskana/Italien, wo er am 4. Juni 2003 verstarb. Der vollständige schriftliche Nachlass Kusches wird in der Universitätsbibliothek Erlangen-Nürnberg aufbewahrt.

## Werk

### Kunsthistorische Einordnung
Die bevorzugten Techniken Kusches waren Ölmalerei, Aquarell und das gesamte Spektrum der (Druck-)Grafik. Daneben nutzte Kusche eine Fülle von Techniken auf dem Gebiet der Angewandten Kunst wie Freskomalerei, Mosaik, Sgraffito, Enkaustik, Metall- und Holzarbeit und Bildwirkerei.
Kusche war die Komposition der Farben und Formen wichtig, bei der er sich an seinem Vorbild Paul Cézanne anlehnte. Das „Modulieren“ von hellen und dunklen, leuchtenden und matten Farben und Farbtönen ersetzte dabei das Spiel mit Licht und Schatten und erzeugt eine eigene farbwirksame Komposition. Anders als später in der abstrakten Malerei löste Kusche jedoch die Gegenstände nicht vollends auf, sondern gab Rahmenstrukturen zu erkennen, die dem Betrachter Anhaltspunkte für Interpretation und Wiedererkennung geben. Kusche ließ seine Werke stets unkommentiert und legte sich nicht in den verschiedene Sichtweisen auf seine Gemälde fest.
Kusche verstand seine Arbeiten als „autobiographisch“. Er vermied jedoch private Informationen und hob stattdessen seine Aussagen auf eine Metaebene. Künstlerische Innovation zählte für ihn auf formaler, statt auf inhaltlicher Ebene. Es versuchte, bekannten Motiven eine unverbrauchte Seite abzugewinnen: „Jedes Motiv ist vorstellbar in eigener Umsetzung, (…) in einem mit bisher bekannten Malerhandschriften unverwechselbaren ‚Wie‘.“
Innerhalb seiner Aquarell-Produktion haben die 22 Aquarelle mit Kusches Eindrücken von Sri Lanka einen besonderen Stellenwert. Da er sich auf die Reisen durch intensives Studium von Texten der östlichen Religionen und Philosophie vorbereitete und sich vor Ort bewusst in die dortigen Lebensverhältnisse einfügte, fand er direkten Zugang zur Lebensweise der Inselbewohner und wurde von ihnen akzeptiert. Erscheinen in den früheren Aquarellen von Landschaften und Städteansichten Menschen häufig noch als Staffage, so hat Kusche die Einheimischen in den Sri-Lanka-Aquarellen ganz dezidiert ins Zentrum seines Interesses gerückt. In seinem Reisetagebuch schreibt er: "Ich kenne nicht die Landessprache, aber die menschliche Seite des Daseins. (...) Hier und anderswo werde ich nur den Menschen sehen und malen." (Negombo, 4.8.1980) Er spürte den Menschen und ihren alltäglichen Beschäftigungen nach, triviale Szenen wurden zum Thema, ohne dass er sie jedoch klischeehaft darstellte. Kusche selbst bezeichnete eben dies als "Kitsch" (Eintrag im Reisetagebuch vom 5.8.1980) und lehnte es ab.
Wendelin Kusche kommt in der Kunstgeschichte der Nachkriegszeit eine gewisse Sonderstellung zu. Anders als der Mainstream wandte er sich nicht der Abstrakten Malerei oder der Neuen Sachlichkeit zu. Künstlerisch schwamm er gewissermaßen gegen den Strom, denn sein Malstil blieb stets am Gegenständlichen orientiert, auch wenn ein gewisses Maß an Abstraktion in seinen Gemälden und Aquarellen sichtbar wird.

### Arbeiten

#### Öffentliche Arbeiten in Auswahl
- Erlangen: Wandgestaltung in der Hauptstelle der Sparkasse; Sandsteinrelief mit Szenen aus der Stadtgeschichte entlang der Fußgängerrampe vom Bahnhof zur Innenstadt; Wandmosaik in der Michael-Poeschke-Schule[5]; Ehrentafel für Emmy Noether im gleichnamigen Gymnasium[6]
- Lilling bei Gräfenberg: Ausmalung der Kapelle von 1969 bis 1970[7]
- Pretzfeld: Kupferwände in einer Schule zum Thema „Berufe“ und „Das Kirschenfest“
- Ebermannstadt: Glasmosaik für das Schwimmbad; eine Emaillearbeit in Beton für die Volksschule Ebermannstadt
- Effeltrich: Mosaik für die Schule[8] in Effeltrich[9] im Treppenhaus (Thema: die Erdhälften)sowie eine Wandmalerei in der Pausenhalle (Thema: der Festzug)
- Uttenreuth: Mosaik für die Kirche[10]
- Spardorf:  Glasintarsie für die Volksschule
- Neunkirchen am Brand: Wandmalerei in der Hemmerleinhalle
- Großgründlach bei Nürnberg: Kupfertür zum Thema „Märchen“ in Zusammenarbeit mit den Grundschülern der vierten Klasse
- Forchheim: Mosaikwand in der Schalterhalle der Sparkasse Forchheim
- Forchheim-Reuth: Wandbild an der Giebelwand der Volksschule mit Szenen ländlichen Lebens[11]

#### Werke im Besitz der Universität Erlangen-Nürnberg
Wendelin Kusche fertigte Porträts Erlanger Wissenschaftler, etwa von den Rektoren Bernhard Ilschner und Nikolaus Fiebiger, sowie von Professoren der Chirurgischen Klinik, und Wanddekorationen in einzelnen Universitätsgebäuden, dazu zählen auch die Glasmosaiken im Studentenwohnheim in der Raumerstraße und Kupferdrückarbeiten im Auditorium maximum in Erlangen und in der EWF in Nürnberg.
Unter Kusches Anleitung arbeiteten seine Studenten mit ihm an einem Kupferrelief zum Thema „Universität“ in der Philosophischen Fakultät. Außerdem entstanden mehrere Wandteppiche in Erlangen und Nürnberg und ein Wandfries in der Zahnklinik Erlangen. Die Universität besitzt den künstlerischen Nachlass mit Ausnahme der Ölbilder: Aquarelle, Zeichnungen, Radierungen, Lithographien, Linolschnitte, mehrere Arbeiten in der Buchkunst und sämtliche Entwürfe zur Angewandten Kunst.
Für das Schlossgartenfest der Universität Erlangen-Nürnberg entwarf Kusche mehrere Jahre lang die Plakate und Einladungskarten.
Kusche gestaltete mit Studenten Wandteppiche aus Sisal und Wolle, die sich heute in der Universität Erlangen-Nürnberg und in Schulen im Umkreis befinden. Die Textilarbeiten waren zumeist die Ergebnisse der Übung zu Kusches Vorlesung „Methodik der Gruppenarbeit im Bildnerischen Gestalten“, die er seit 1974 hielt und in regelmäßigen Abständen wiederholte.

#### Weitere Werke
- 1951: naturgetreue botanische Zeichnungen für das Sachbuch „Die Unkräuter des Gartens“ von Otto Schleissing
- 1967: Illustration des Theaterstück „Eurydike“ von Klaus Peter Dencker
- 1989: Illustrationen für Godehard Schramms Werk „Fränkischer Orientexpress. Reise mit Friedrich Rückert“.

## Ausstellungen

### In Deutschland
- Regelmäßige Teilnahme an der „Winterausstellung Fränkischer Künstler“ des Kunstvereins Erlangen im Wassersaal der Orangerie sowie  Ausstellungen in der Kunststube Erlangen 1963 und 1968
- Mehrere Ausstellungen in Nürnberg: 1952, 1956, 1960, 1965, 1978, 1981, 1989
- Im fränkischen Raum: Bamberg 1965, Bayreuth 1975, Wunsiedel 1979, Ebermannstadt 2020
- In der Bundesrepublik: Bonn 1974 und Baden-Baden 1988

### Internationale Ausstellungen
- 1963: Stockholm, Gruppenausstellung mit anderen Erlanger Künstlern
- 1971: Kapstadt, Südafrika
- 1974: Le Perreux-sur-Marne, Frankreich: Für seinen Beitrag zur Ausstellung „La Palette du Val-de-Marne“ erhält er die Goldene Medaille der Stadt
- 1984: Paris, Frankreich

### Retrospektive
- 21. Juni – 8. Juli 2012: Ausstellung (Ausstellungseröffnung Wendelin Kusche, 20. Juni 2012) in der renovierten Orangerie in Erlangen Wendelin Kusche - Die Moderne in Franken